# Anne Ponsinet
 (décembre 2008).
Si vous disposez d'ouvrages ou d'articles de référence ou si vous connaissez des sites web de qualité traitant du thème abordé ici, merci de compléter l'article en donnant les références utiles à sa vérifiabilité et en les liant à la section « Notes et références ».
Pour les articles homonymes, voir Ponsinet.
Anne Ponsinet est une journaliste française et travaillant à France 2. Elle est correspondante  de France 2 à Moscou depuis septembre 2023 après avoir été dans l'équipe de rédaction en chef-adjointe en semaine pour le JT de 20H avec Sébastien Renout, Arnaud Comte sous la rédaction en chef d'Elsa Pallot.

## Biographie
Elle est  Membre de la société de journalistes de France 2. Signataire à ce titre de l'article « Ni Pub, mais soumise » paru le 1er juillet 2008 dans Libération à propos de la réforme de l'audiovisuel. Un nouvel article en réaction à l'adoption de la réforme le 4 décembre par l'Assemblée Nationale est paru le 12 décembre 2008 dans Le Monde.

### Vie privée
Anne Ponsinet a passé une grande partie de sa jeunesse à Sucy-en-Brie dans le Val-de-Marne.